# Großkorga
Großkorga ist ein Stadtteil von Jessen (Elster) im östlichen Teil des Bundeslandes Sachsen-Anhalt, im Landkreis Wittenberg.

## Geografische Lage
Großkorga liegt etwa 3 km nordöstlich der Stadt Schweinitz und ist über die Straße nach Reicho von dieser Stadt aus zu erreichen. Von Norden her kann man in den Ort auch über Kleinkorga aus gelangen. Östlich des Ortes verläuft die Eisenbahnlinie Berlin-Dresden, die in Holzdorf über einen Bahnhof verfügt.

## Geschichte
Großkorga wurde 1377 erstmals als Korgow erwähnt. Der Ortsname bedeutet so viel wie eine Gegend mit verkrüppeltem, niedrigen Baumwuchs. Von Kleinkorga ist der Ort durch das Schweinitzer Fließ getrennt, das 1919 durch den Einbau von mehreren Wehren reguliert wurde. Bis 1815 war Großkorga ein unmittelbares Amtsdorf im Amt Schweinitz im Kurkreis des Königreichs Sachsen und gelangte dann an den Regierungsbezirk Merseburg der preußischen Provinz Sachsen. Zu diesem Zeitpunkt gab es 16 Häuser im Ort, die von 16 Bauern, drei Gärtnern und fünf Häuslern bewohnt wurden. Sie betrieben hauptsächlich Flachsanbau und Forstwirtschaft.
Am 1. Januar 1992 wurde die bis dahin selbständige Gemeinde Großkorga in die Stadt Jessen eingemeindet. Der Stadtteil hat eine Gemarkungsfläche von 516 ha, auf der 70 Einwohner wohnen.